# Vlag van kraj Altaj
De vlag van kraj Altaj is in gebruik sinds 6 juli 2000. De vlag van is rood met een blauwe streep aan de mastzijde. In de blauwe streep staat een gestileerde graanaar, die de landbouw symboliseert. In het midden van de vlag staat het wapen van kraj Altaj. In het bovenste gedeelte van het wapen staat de afbeelding van een 18e-eeuwse hoogoven. Daaronder staat een groot vat, de "Tsarina van de vazen" - een grote jaspisvaas die nu in de Hermitage staat. Een krans van graan gewikkeld in een blauw lint omringt het schild. De kleuren van de vlag komen van de vlag van de Russische Socialistische Federatieve Sovjetrepubliek, waarbinnen het grondgebied van kraj Altaj in 1937 werd georganiseerd. Deze kleuren symboliseren ook de rol van de kraj als federaal onderdaan van de Russische Federatie.